# Musée de Moravie

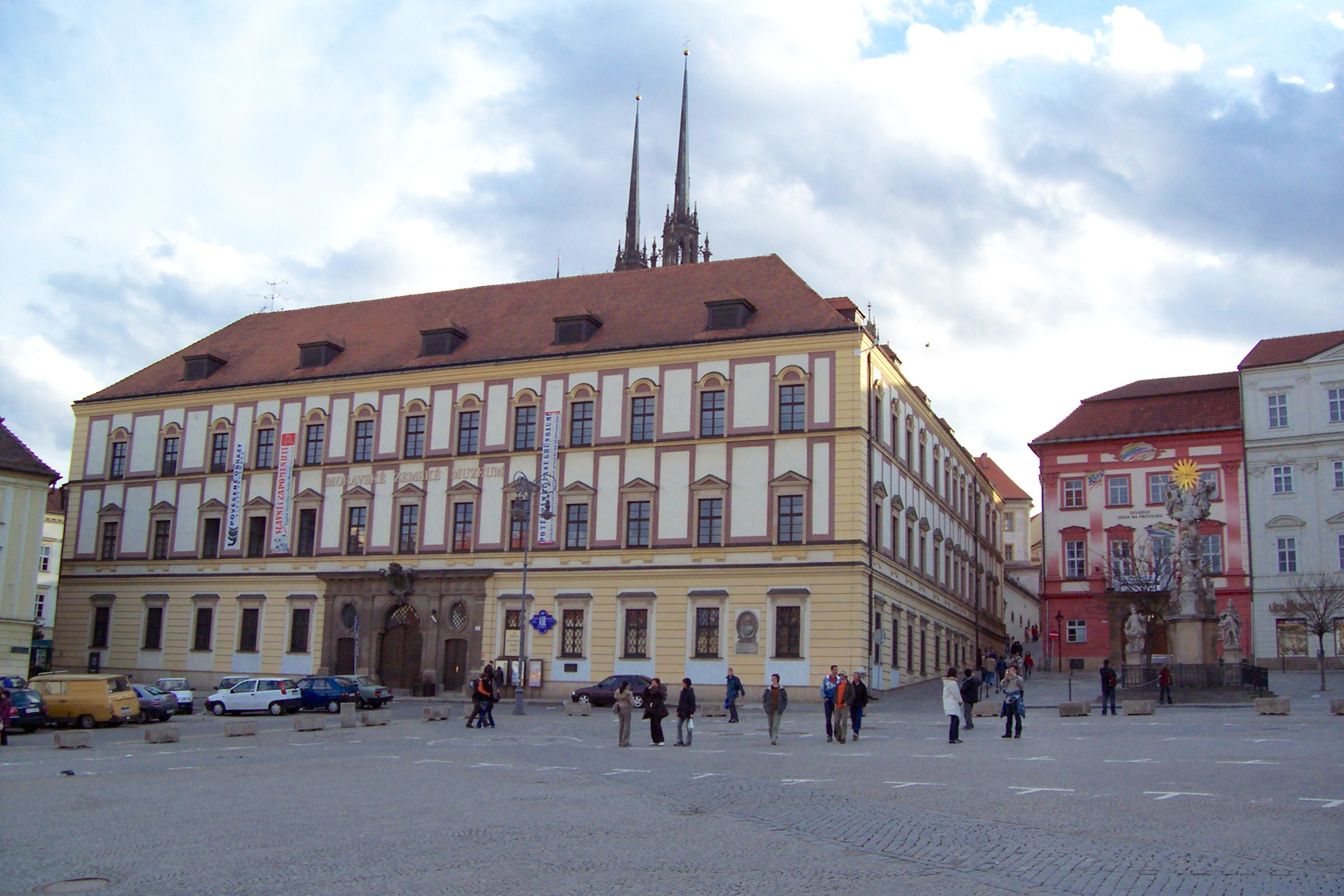
Musée de Moravie

Le Moravské zemské muzeum (Musée de Moravie en français) est le deuxième plus grand et plus ancien musée de République tchèque. Il a été fondé en juillet 1817 à Brno.
Le musée possède une collection de plus de 6 millions d'objets et des expositions temporaires sont également organisées (comme Lovci mamutů : « Les chasseurs de mammouths » en 2007).

## Description
Le « Musée de Moravie » a des points communs :
- avec le Musée national de Prague : il date du début du XIXe siècle, sa création est liée à la renaissance culturelle tchèque et il possède de multiples sections à la fois artistiques, archéologiques, ethnographiques, historiques et d'histoire naturelle ;
- avec le Muséum national d'histoire naturelle français : il ne se compose pas seulement d'un bâtiment unique (le Palais Dietrichstein (cs), son siège de Brno) mais aussi d'autres lieux en ville :

1. Palais épiscopal de Brno (cs),
2. Palais de la noblesse de Brno (cs),
3. Pavillon Anthropos (cs),
4. Mémorial (cs) de Leoš Janáček.

…et ailleurs de Moravie :
1. Mémorial de la Bible de Kralice (cs) à Kralice nad Oslavou
2. Château de Jevišovice (cs) (exposition ethnographique de meubles folkloriques, d'objets de cuisine et présentation des collections de František Vildomec et autres…)
3. Château de Budišov (cs)
4. Château de Moravec (cs)
5. Centre d'archéologie slave (cs) à Uherské Hradiště.